# Pogroms de Lviv
Os pogroms de Lviv foram os sucessivos massacres de judeus que viviam na cidade de Lwów (atual Lviv, Ucrânia), perpetrados pelos comandos alemães, multidões locais e nacionalistas ucranianos de 30 de junho a 2 de julho de 1941 e de 25 a 29 de julho de 1941. durante o ataque da Wehrmacht às posições soviéticas na Polônia Oriental ocupada na Segunda Guerra Mundial. O historiador Peter Longerich e a Enciclopédia do Holocausto estimam que o primeiro pogrom custou pelo menos 4.000 vidas. Ele foi seguido por 2.500 a 3.000 detenções e execuções adicionais em assassinatos subsequentes de Einsatzgruppe, e culminou no chamado massacre "Dias de Petlura" de mais de 2.000 judeus, todos mortos em um período de um mês.
Antes da invasão da Polônia pela Alemanha nazista e pela União Soviética em 1939, e o consequente Holocausto na Europa, a cidade de Lviv tinha a terceira maior população judaica na Polônia durante o período entre guerras, que cresceu para mais de 200.000 judeus como refugiados, fugindo para o leste dos nazistas. Logo após a conquista da Polônia, em 28 de setembro de 1939, a URSS e a Alemanha assinaram um tratado de fronteira que atribuía cerca de 200.000 km² de terras habitadas por 13,5 milhões de pessoas de todas as nacionalidades à União Soviética. Lviv permaneceu na zona de ocupação soviética por dois anos. Do total estimado de 20.000 a 30.000 ex-cidadãos da Polônia executados pela NKVD soviética como "inimigos do povo" quase 9.000 foram assassinados na recém-adquirida Ucrânia ocidental. As políticas de sovietização em terras polonesas - isoladas do resto da URSS - incluíam o confisco de propriedades e deportações em massa de centenas de milhares de cidadãos locais para a Sibéria.
 

## Primeiro pogrom
O Einsatzgruppe C, com a participação da milícia nacional ucraniana, e os líderes do OUN, organizaram o primeiro pogrom principalmente em vingança pelas mortes combinadas nas três prisões de Lviv, incluindo as prisões de Brygidki, Łąckiego e Zamarstynowska. Uma milícia popular ucraniana - que logo seria reorganizada por Himmler como a Polícia Auxiliar Ucraniana - foi montada para liderar o primeiro pogrom Na presença das forças alemãs recém-chegadas, a multidão enfurecida e irracional tomou as ações violentas contra a população judia da cidade. Apesar da cooperação nazista, o massacre foi cometido internamente. Cerca de 3 mil pessoas foram mortas na intervenção nazi,  sendo que os detentos foram reunidos no estádio municipal localizado ao lado do seu quartel general, dentre eles 40 acadêmicos. Posteriormente mais de 2000 pessoas morreram em vingança da morte de Petliura sendo este um pogrom foi também organizado internamente. Mais tarde, 120 mil judeus foram deportados e mortos.